# Thomas Charles O’Reilly

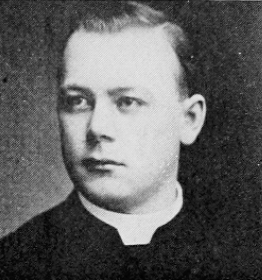

Thomas Charles O’Reilly (* 22. Februar 1873 in Cleveland, Ohio, Vereinigte Staaten; † 25. März 1938 in Miami Beach, Florida, Vereinigte Staaten) war ein US-amerikanischer Geistlicher.
Nach dem Besuch des Spencerian Business College (1887–1888) studierte O’Reilly am St. Ignatius College (1889–1893) und am St. Mary’s Seminary (1893–1894) in Cleveland. Anschließend setzte er seine Studien am Päpstlichen Nordamerikanischen Kolleg in Rom fort.
Francesco di Paola Cassetta weihte ihn am 4. Juni 1898 in Rom zum Priester für das Bistum Cleveland.
Nach seiner Rückkehr nach Ohio diente O’Reilly als Pfarrer an der St. John’s Cathedral, bis er 1901 Professor für dogmatische Theologie am St. Mary’s Seminary wurde. Er erwarb 1909 einen Doktortitel der Rechtswissenschaften an der University of Notre Dame. Er war Kanzler der Kurie (1909–1916) und Generalvikar (1916–1921). Danach war er Pfarrer der Kathedrale St. Johannes des Evangelisten.
Papst Pius XI. ernannte ihn zum Bischof von Scranton. Denis Joseph Dougherty, Erzbischof von Philadelphia, weihte ihn am 16. Februar 1928 in Cleveland zum Bischof. Mitkonsekratoren waren Joseph Schrembs, Bischof von Cleveland, und Bernard Joseph Mahoney, Bischof von Sioux Falls. Drei Wochen später wurde er offiziell inthronisiert.